# James Aloysius Hickey
James Aloysius Hickey, ameriški rimskokatoliški duhovnik, škof in kardinal, * 11. oktober 1920, Midland, Michigan, † 24. oktober 2004.

## Življenjepis
15. junija 1946 je prejel duhovniško posvečenje.
18. februarja 1967 je bil imenovan za pomožnega škofa Saginawa in za naslovnega škofa Taraque; 14. aprila istega leta je prejel škofovsko posvečenje.
1. marca 1969 je postal uradnik v Rimski kuriji.
5. junija 1974 je bil imenovan za škofa Clevelanda; škofovsko ustoličenje je potekalo 16. julija istega leta.
17. junija 1980 je postal nadškof Washingtona in 5. avgusta istega leta je bil ustoličen.
28. junija 1988 je bil povzdignjen v kardinala in imenovan za kardinal-duhovnika S. Maria Madre del Redentore a Tor Bella Monaca.
21. novembra 2000 se je upokojil.